# William Harnett
William Harnett, né le 10 août 1848 à Clonakilty au Royaume-Uni, aujourd'hui en Irlande, et mort le 29 octobre 1892 à New York, est un peintre américain, célèbre pour ses natures mortes et ses scène de genres en trompe-l'œil.

## Biographie
William Harnett naît le 10 août 1848 à Clonakilty, en Irlande durant la Grande Famine. Sa famille émigre aux États-Unis peu de temps après. Il grandit à Philadelphie et devient citoyen américain en 1868. L'année suivante, après avoir suivi les cours du soir de la Pennsylvania Academy of the Fine Arts, il déménage à New York où il étudie à la Cooper Union et à l'Académie américaine de design. Il peint sa première toile connue en 1874 et, à partir de cette même date, commence à exposer ses œuvres. De 1880 à 1886, il séjourne en Europe, en grande partie à Munich. C'est pendant cette période qu'il peint Après la chasse, son tableau le plus célèbre.

## Œuvre
Il est considéré comme l'un des représentants modernistes du réalisme américain.

### Galerie

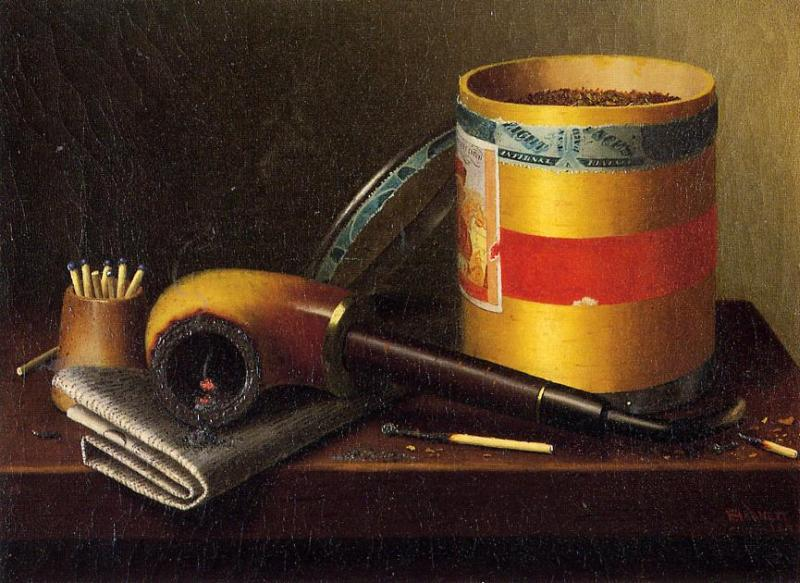
Nature morte (1877)
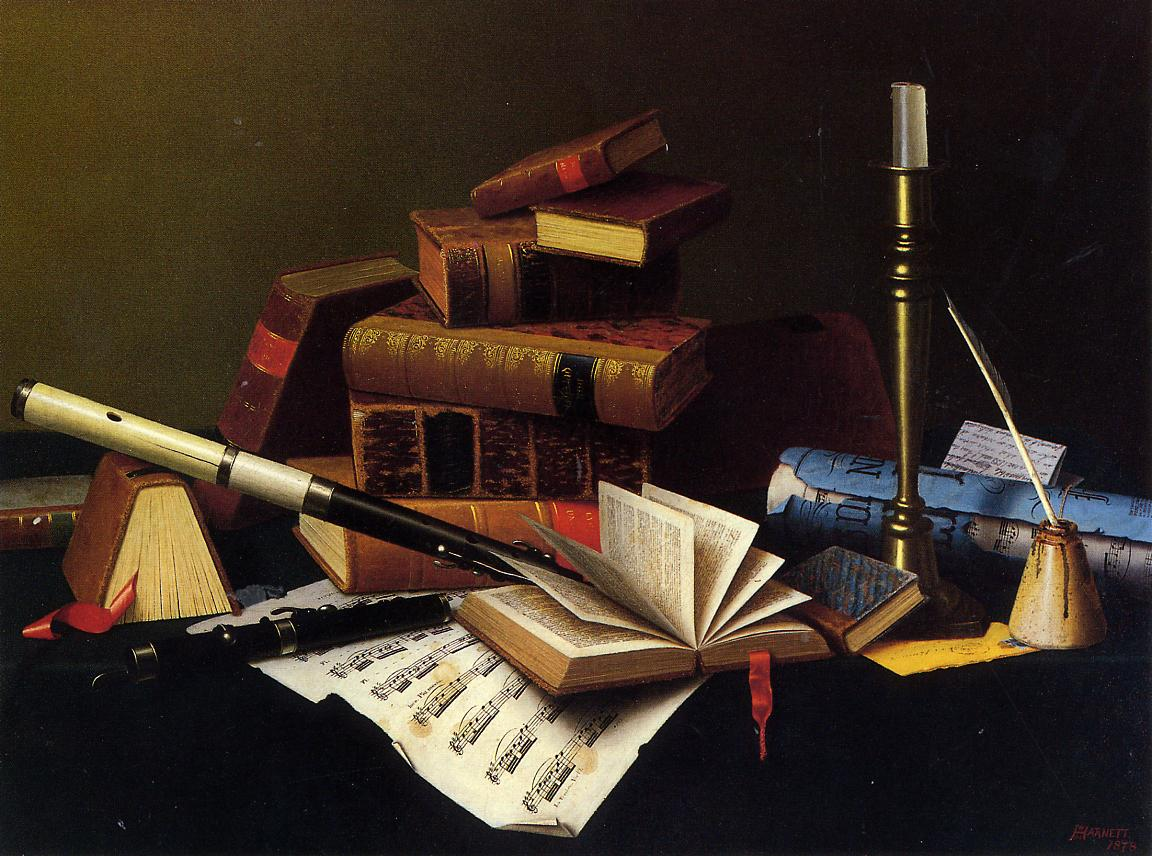
Musique et Littérature (1878)
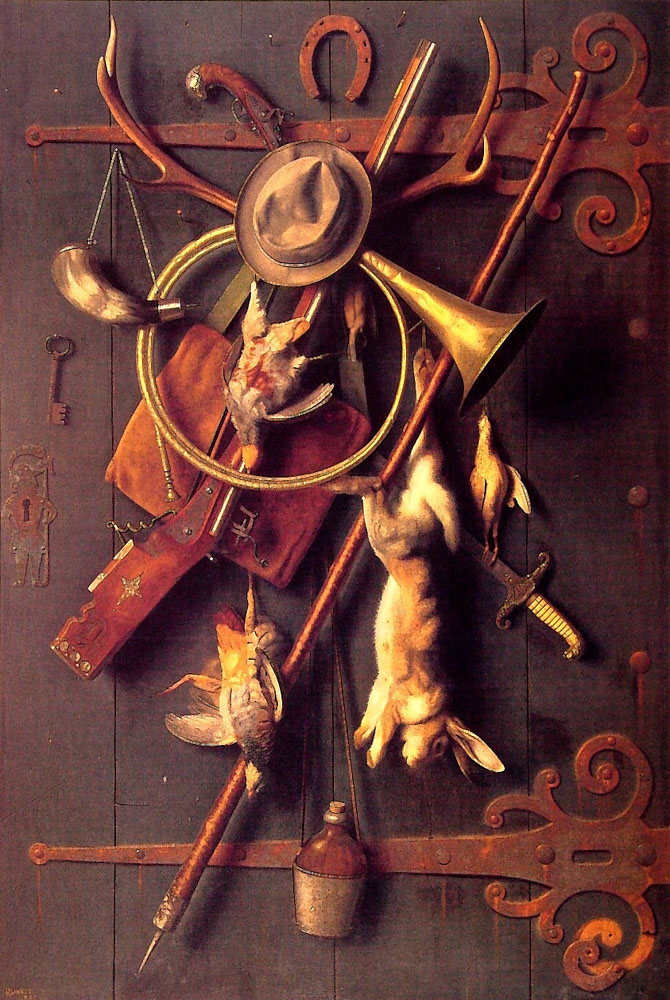
Après la chasse (1885)
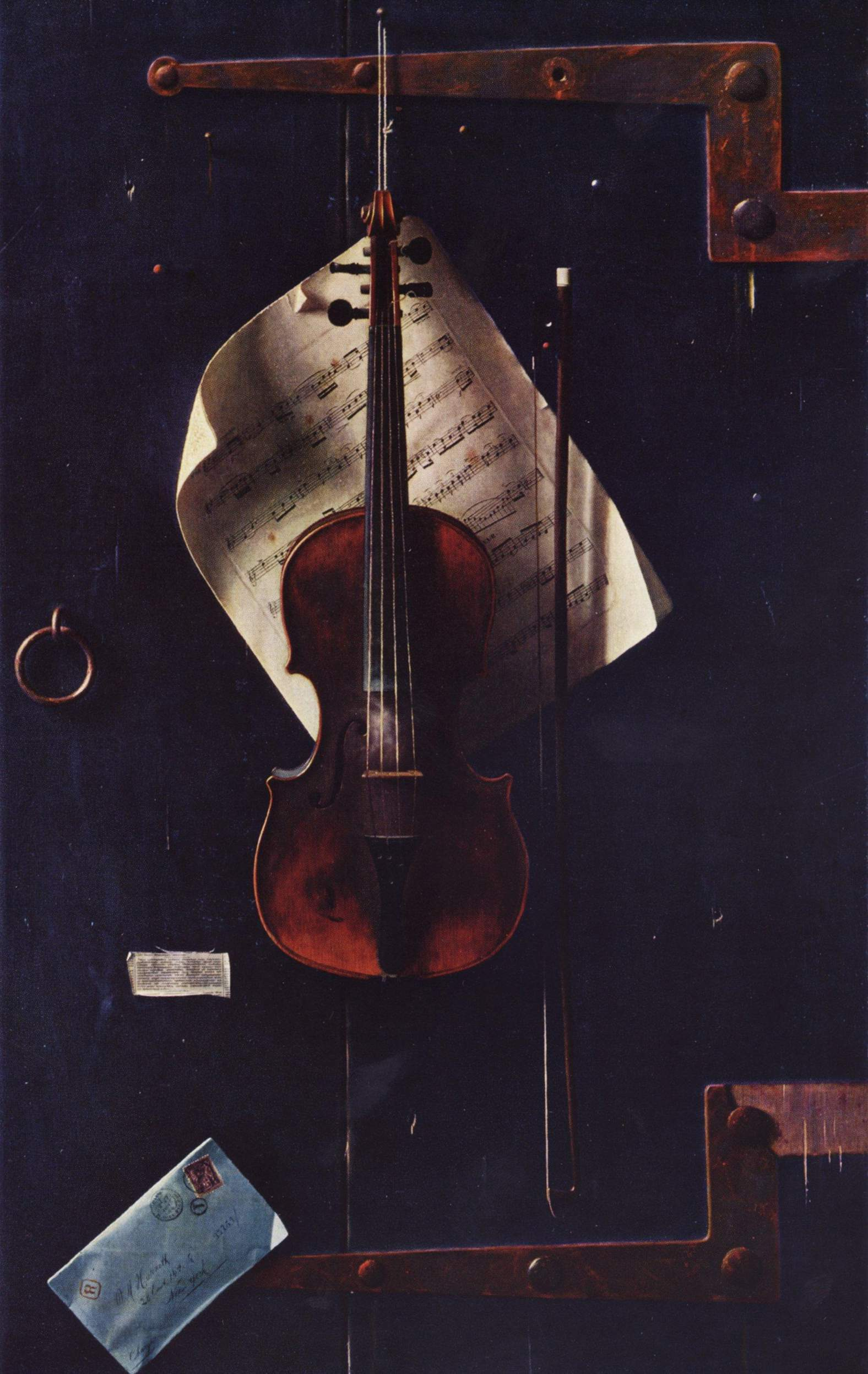
Le Vieux Violon (1886)
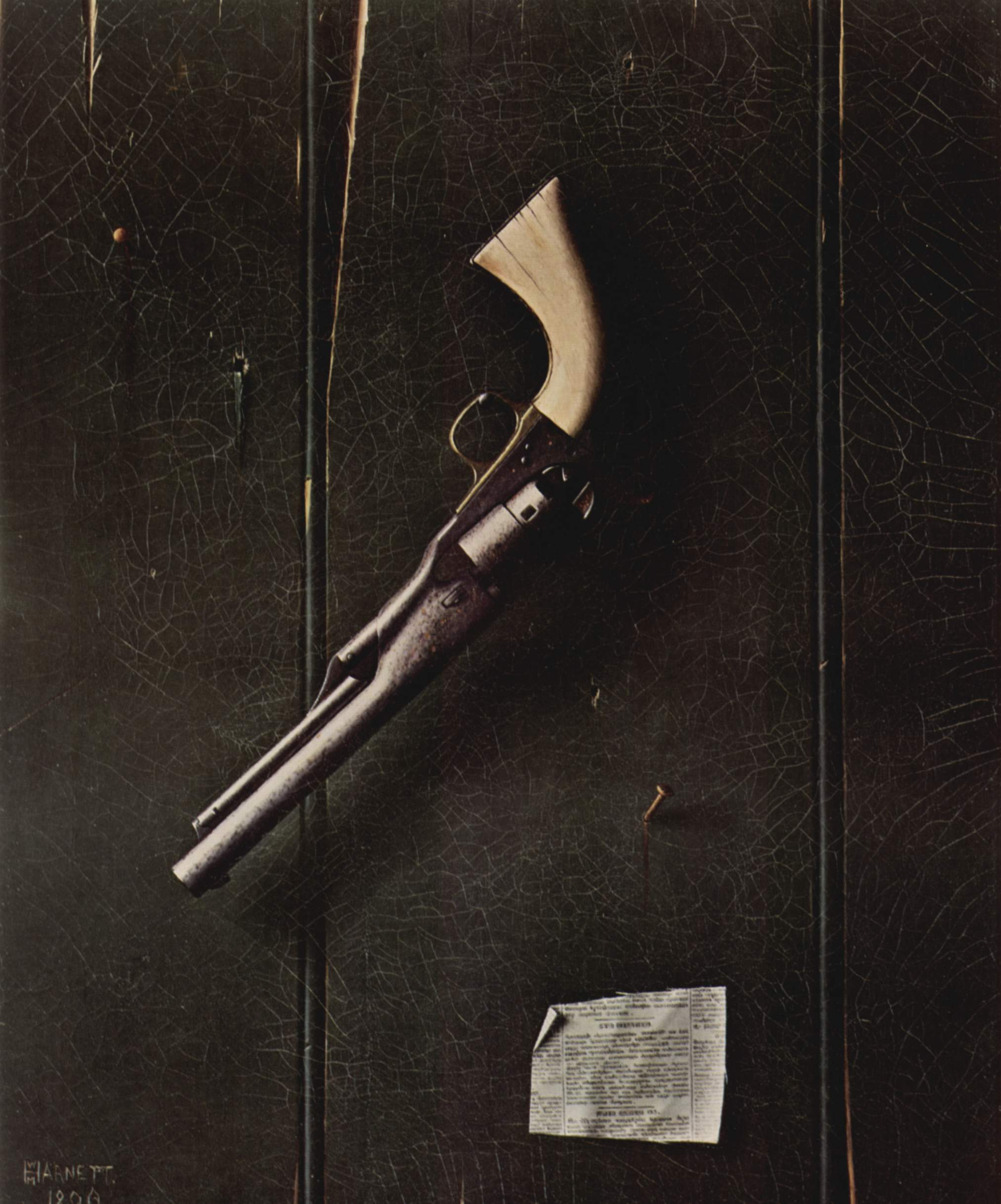
Le Colt fidèle (1890)